# Светский буддизм
Све́тский будди́зм, или секуля́рный будди́зм (англ. Secular Buddhism) — форма буддизма, основанная на гуманистических, скептических и агностических ценностях, ценящих прагматизм и (часто) натурализм, отказ от веры в сверхъестественное или паранормальное, — то есть буддизм без религии. Его можно описать как принятие буддийских ритуалов и философии светскими людьми (атеистами и агностиками), ради их мирских преимуществ.
Светские буддисты интерпретируют учения Будды и буддийские тексты в рационалистической и часто эвиденциалистской манере, учитывая исторический и культурный контекст того времени, когда жил Будда и когда были написаны различные сутры и тантры.
Светский буддизм исключает различные доктрины и верования, основанные на суевериях и невозможные для проверки с помощью эмпирических исследований, таких как: сверхъестественные существа из шести буддийских миров, заслуги и их перенос своим близким, перерождение и карма, буддийская космология (включая существование чистых земель и адов) и т. д.
Традиционные буддийские этические взгляды на социальные вопросы, такие как аборты и человеческая сексуальность, могут подвергаться сомнению, поскольку некоторые школы, например западно-буддийские, занимают альтернативные позиции.